# Terra Amata (sito archeologico)
Terra Amata è un importante sito archeologico preistorico vicino a Nizza. Vi sono stati ritrovati numerosi resti di capanne a forma ovale con focolare centrale risalenti al pleistocene.